# Анкер, Педер
Пе́дер (Петр) А́нкер (норв. Peder Anker; 8 декабря 1749, Христиания, Датско-норвежская уния — 10 декабря 1824, Осло, Королевство Норвегия) — норвежский государственный и политический деятель, предприниматель, путешественник и дипломат. Первый премьер-министр Норвегии с 1814 по 1822 года.

## Биография
Родился в Христиании 8 декабря 1749 года в семье богатого купца Кристиана Анчера (норв. Christian Ancher[sic] (1711—1765). У него было три брата: Ивер (1745—1772), Бернт (1746—1805) и Джесс (1753—1798).
Два года учился в Копенгагенском университете. Затем он отправился в многолетнюю поездку за границу со своими родными братьями и двоюродными братьями Карстеном и Питером Анкерами. Посетил Великобританию, Францию, Германию и Италию. По возвращении в 1772 году он приобрёл имение Богстад с лесопилкой и прилегающими к нему лесами. В течение следующих нескольких лет он значительно расширил свои лесные владения к северу и западу от Раннсфьорда.
В 1788 году Педер Анкер стал генеральным военным комиссаром Дании и был членом полевой комиссии во время датско-шведской войны; с 30 января 1789 года стал генеральным дорожным суперинтендантом в Акерсхусском округе. В 1791 году он приобрёл рудник с близлежащими лесами в Беруме. В 1800 году активно занялся дорожным строительством по всей Норвегии. С королевского разрешения, используя армию, он построил ряд новых шоссе, которые ознаменовали собой важный шаг вперёд в развитии норвежского транспорта. От своего имения в Богстаде он построил дорогу до
Бестумкилена и дальше на север. Он также проявлял интерес к внутренним водным транспортным коммуникациям.
За свои заслуги Анкер в 1809 году был посвящён в рыцари, а в 1812 году получил большой крест ордена Даннеброга.
В 1807 году сблизился с принцем Карлом Августом и через своего зятя, графа Германа Веделя-Ярлсберга сошёлся со шведскими политиками.
После возникновения шведско-норвежской унии, Педер Анкер в декабре 1814 года был назначен Карлом Юханом премьер-министром Норвегии в Стокгольме. После того, как его зять, бывший министром финансов Норвегии, покинул правительство, Анкер также вышел в отставку — 1 июля 1822 года.
Последние годы своей жизни он провёл в своём имении Богстад, скончавшись 10 декабря 1824 года.
В 1778 году Педер Анчер, его братья и дяди получили дворянство, доказав своё происхождение из шведского дворянского рода швед. Anckar.

## Труды
Holmøyvik, Eirik (2012) Maktfordeling og 1814 (Bergen, Фагбокфорлагет) ISBN 978-82-450-1276-7